# 右旗增七
天鷹座36，又名BD-03 4612，HD 183630、SAO 143482、HR 7414，是天鷹座的一颗恒星，视星等为5.03，位于銀經34.93，銀緯-10，其B1900.0坐标为赤經19h 25m 26s，赤緯-2° -10′ 50″。